# Jalil Lespert
Jalil Lespert (ur. 18 września 1976 w Paryżu) – francuski aktor i reżyser filmowy. Laureat Cezara dla najbardziej obiecującego aktora.

## Życiorys
Urodził się jako syn Jeana Lesperta, francuskiego aktora komediowego, i algierskiej prawniczki. Najpierw studiował prawo, aby zadowolić matkę. Ale bardziej interesowało go aktorstwo. Jego młodszy brat Yaniss (ur. 2 sierpnia 1989) to także aktor.
Po raz pierwszy pojawił się na ekranie u boku ojca w krótkometrażowym filmie Gra na plaży (Jeux de plage, 1995) przedstawiającym relacje ojca z synem. Dwa lata później zadebiutował rolą Stéphane’a na dużym ekranie w dramacie Krwawe Wyspy (Les Sanguinaires, 1997). Za postać porucznika w 26-minutowym obrazie Wyższy ból kierownictwa (Bonne résistance à la douleur, 1999) odebrał nagrodę Prix Musidora na festiwalu filmowym w St. Denis. Rola Francka w dramacie Zasoby ludzkie (Ressources humaines, 1999) przyniosła mu nagrodę na festiwalu filmowym w Amiens, Lumiere Award w Paryżu i Cezara dla najbardziej obiecującego aktora. Za rolę gwiazdora piłki nożnej w dramacie Duży kłopot (Un dérangement considérable, 1999) zdobył nagrodę na Festiwalu Filmów o Miłości w Mons, w Belgii, a za postać Daniela Smaïla w dramacie Życie zabija (Vivre me tue, 2002) został uhonorowany nagrodą dla najlepszego nowego aktora na Festiwalu Filmów Romantycznych w Cabourgu.
W 2005 zadebiutował jako reżyser 23-minutowego filmu Powrót (De retour) na podstawie swojego scenariusza, a dwa lata później wyreżyserował dramat kinowy 24 wymiar (24 mesures, 2007).

## Życie prywatne
W 2009 ożenił się z Sonią Rolland, byłą Miss Francji, z którą ma córkę Kahinę. W październiku 2018 doszło do rozwodu. Z poprzedniego związku ma dwoje dzieci, Jenę i Alioshę. W październiku 2020 związał się z Laeticią Hallyday.

## Filmografia
Obsada aktorska

### Filmy
- 1997: Krwawe Wyspy (Les Sanguinaires) jako Stéphane
- 1999: Duży kłopot (Un dérangement considérable) jako Laurent
- 1999: Zasoby ludzkie (Ressources humaines) jako Franck
- 1999: Nasze szczęśliwe życia (Nos vies heureuses) jako Etienne
- 2000: Markiz de Sade (Sade) jako Augustin
- 2001: Combats de femme – Libre à tout prix (TV) jako Paul
- 2001: Inch’Allah Niedzielny (Inch’Allah dimanche) jako kierowca busa
- 2001: Bella ciao jako Oreste Mancini
- 2002: Życie zabija (Vivre me tue) jako Daniel Smaïl
- 2002: Idol (L’Idole) jako Philippe
- 2003: Nie na usta (Pas sur la bouche) jako Charley
- 2004: Wróg naturalny (L’Ennemi naturel) jako porucznik Luhel
- 2005: Mały porucznik (Le Petit lieutenant) jako Antoine Derouère
- 2005: Virgil jako Virgil
- 2005: Ostatni Mitterrand (Le Promeneur du champ de Mars) jako Antoine Moreau
- 2006: Nie mów nikomu (Ne le dis à personne) jako Yaël Gonzales
- 2006: Armenia (Le Voyage en Arménie) jako Simon
- 2012: Opowieść z tysiąca i jednej nocy. Aladyn i Szeherezada (Le mille e una notte: Aladino e Sherazade, TV) jako Omar
- 2019: Mój brat (Mon frère) jako Igor[6]

### Filmy krótkometrażowe
- 1995: Gra na plaży (Jeux de plage) jako Éric
- 1998: Dlaczego jedne zmiany (Le Centre du monde)
- 1999: Bonne résistance à la douleur jako porucznik
- 2003: Lapin intégral jako Eliott
- 2003: Oedipe – [N+1] jako Thomas Steiner
- 2004: Boloko jako Stan

reżyseria / scenarzysta
- 2007: 24 mesures
- 2011: Droga pod wiatr (Des vents contraires)
- 2014: Yves Saint Laurent
- 2016: Iris